# Spanische Mauereidechse
Die Spanische Mauereidechse (Podarcis hispanicus) oder Iberische Mauereidechse gehört zur Familie der Echten Eidechsen (Lacertidae) und zur Gattung der Mauereidechsen (Podarcis).

## Merkmale
Die Spanische Mauereidechse erreicht eine Gesamtlänge von 18 bis 20 Zentimeter. Sie ist eine typische schlanke Mauereidechse mit bräunlicher Grundfarbe und spitzer Schnauze.

## Verbreitung und Lebensraum
Die Eidechse lebt auf der Iberischen Halbinsel, in Nordwestafrika und im äußersten Südwesten Frankreichs im Languedoc-Roussillon, dort nur direkt im Küstengebiet des Mittelmeers. Sie besiedelt vor allem trockene, felsige, nur spärlich bewachsene Biotope, auch Baumstämme. Sie kommt bis zu einer Höhe von 1800 Meter vor und traut sich auch in die Nähe menschlicher Siedlungen. In Nordspanien lebt sie zusammen mit der Mauereidechse (Podarcis muralis). In warmen Klimaten sind die Spanische Mauereidechsen den ganzen Tag aktiv und halten auch keinen Winterschlaf. Die Stülpnasenotter (Vipera latastei) ist ein Fressfeind der Eidechsen. Die Spanische Mauereidechse kann die Anwesenheit dieses Fressfeindes chemosensorisch wahrnehmen.

## Ernährung
Die Spanische Mauereidechse frisst Insekten wie Fliegen, Schmetterlinge, Echte Grillen und Heuschrecken, aber auch Asseln, Spinnen und Tausendfüßer. Nach dem Fressen wischen sie sich das Maul mit seitlichen Bewegungen an Gegenständen sauber.